# 埃利亚斯·瑟尔贝格
埃利亚斯·塞巴斯蒂安·瑟尔贝格（挪威語：Elias Sebastian Solberg，2004年3月3日—）是一名挪威職業足球運動員，司職中場，現效力挪威足球超级联赛球會利尼史特朗。

## 球會生涯
瑟尔贝格在于倫薩克爾/基薩學習踢球，並在2020年進入球會一隊並在聯賽上場，共上場16次打進3球。他的表現吸引了尤文图斯注意，並在2021年7月與他簽約。
2022年8月，由於他未能進入尤文图斯青年隊，他回到挪威轉投會利尼史特朗。

## 國家隊生涯
瑟尔贝格曾代表挪威U15和U18上場。